# Xylota processifera
Xylota processifera är en tvåvingeart som beskrevs av Heikki Hippa 1978. Xylota processifera ingår i släktet vedblomflugor, och familjen blomflugor. Inga underarter finns listade i Catalogue of Life.